# زولو (فیلم ۱۹۶۴)
زولو (انگلیسی: Zulu) فیلمی در ژانر جنگی و ماجراجویی به کارگردانی سی اندفیلد است که در سال ۱۹۶۴ منتشر شد. این فیلم، نبرد بین نیروی زمینی بریتانیا و پادشاهی زولو را در جنگ انگلیس و زولو واقع شده در ژانویه ۱۸۷۹ به تصویر می‌کشد.

## بازیگران
- استنلی بیکر
- مایکل کین
- جک هاوکینز
- یانگ گرین
- جو پاول
- ریچارد برتون
- پاتریک مگی
- اولا یاکوبسون
- ریچارد دیویس